# Фраєнвіль (Шлезвіг-Гольштейн)
Фраєнвіль (нім. Freienwill) — громада в Німеччині, розташована в землі Шлезвіг-Гольштейн. Входить до складу району Шлезвіг-Фленсбург. Складова частина об'єднання громад Гюруп.
Площа — 15,31 км2. Населення становить 1614 ос. (станом на 31 грудня 2020).